# Státní znak Osmanské říše

Znak Osmanské říše

Osmanská říše neměla původně státní znak ve smyslu evropské heraldiky, jediným státním symbolem byla tugra momentálně vládnoucího sultána. Teprve v době krymské války vyzvali Britové Turky jako své spojence k přijetí oficiálního státního znaku (arma-i ʿOs̲mānī). Jeho definitivní podobu oficiálně schválil sultán Abdulhamid II. 17. dubna 1882 v rámci modernizační kampaně zvané tanzimat.
Znak obsahoval 37 figur. Uprostřed se nacházel oválný štít se sluncem a dvanácti hvězdami po obvodu, korunovaný rudým turbanem. Nad ním byl umístěn zelený ležatý půlměsíc a kruh nesoucí sultánovu tugru. Za štítem byly zkříženy dvě vlajky: červená s půlměsícem a hvězdou jako symbol Malá Asie a další asijské ejálety a zelená s půlměsícem připomínající, že sultán je zároveň Rumélie. Součástí znaku byl také roh hojnosti, Korán, váhy symbolizující spravedlnost a panoplia (soubor různých zbraní, jako kopí, pistole a kanóny, vyjadřující význam armády v Osmanské říši), ve spodní části se nacházel akant, z něhož viselo pět nejdůležitějších státních vyznamenání: Şefkat Nişanı, Osmani Nişanı, İmtiyaz Nişanı, Mecidiye Nişanı a İftihar Nişanı.
Znak byl používán do zrušení monarchie v Turecku roku 1922.